# Polisportiva Gialeto
La Polisportiva Gialeto è una società polisportiva fondata nel 1909 con sede nel comune di Serramanna, nella provincia del Sud Sardegna.
Con i suoi oltre cento anni di storia, la Gialeto è una delle società storiche dell'intero panorama sportivo della regione Sardegna e risulta ancora attiva sotto le insegne di Associazione Sportiva Dilettantistica Gialeto 1909, quest'ultima attiva nel solo settore calcistico dopo essere stata rifondata nel 2012.
I colori societari sono da sempre il rosso e il verde.

## Storia

Francesco Murgia, noto Chicchino, fondatore della Polisportiva Gialeto.

La Polisportiva Gialeto fu fondata il 13 giugno 1909 a Serramanna a da Francesco Murgia, cagliaritano, commerciante in stoffe. Il signor Chicchino, come lo chiamavano tutti, si avvalse della collaborazione di alcuni notabili serramannesi, ovvero, i Nioi, i Medda e i Mossa. Sull’origine del nome Gialeto si è discusso a lungo. Le famose carte di Arborea, riporterebbero che Amsicora, Re di Sardegna, ebbe un figlio di nome Gialeto; da qui dunque l’idea di Chicchino Murgia, di omaggiare, in segno di riconoscenza, l’Amsicora, polisportiva cagliaritana a tutti nota, oggi soprattutto in campo hockeystico. Tuttavia parecchi storici e studiosi dilettanti, successivamente, sostennero che le “famose” carte non sarebbero mai esistite. Dunque non è certo che Amsicora, re guerriero, che combatté contro la dominazione romana, sia realmente esistito e conseguentemente, suo figlio Gialeto.
Fu proprio la Società Ginnastica Amsicora a tenere a battesimo la fondazione della Società Ginnastica Gialeto con un'esibizione che entusiasmò i serramannesi.
A soli due mesi dalla sua fondazione poté avvalersi del titolo sardo di sollevamento pesi per merito di Salvatore Marongiu, che lo vinse anche nel 1913 e nel 1920.
Col venir meno dell'apporto economico di Chicchino Murgia e con la generale crisi economica dovuta alle due guerre, la Società Ginnastica Gialeto si avviò verso un inesorabile declino che portò a vendere perfino le coppe e i trofei conquistati in vent'anni di attività agonistica.
Solo nel periodo post bellico e precisamente nel 1957, grazie all'impegno di Salvatore Mulas e Antonino Putzolu, la Gialeto tornò prepotentemente agli onori dello sport regionale grazie alla sezione ciclistica. Nel 1960 si ripartì anche con il pugilato e con la sezione calcistica.
Nel 2012, dopo lo scioglimento a seguito del fallimento, è nata la nuova società denominata Associazione Sportiva Dilettantistica Gialeto 1909, attiva tuttora nel settore calcistico.

## Sport societari
Durante la sua lunga storia, la Polisportiva Gialeto si è cimentata nelle varie discipline olimpiche qui sotto elencate:
- atletica
- calcio (8 stagioni nel Campionato Interregionale)
- ciclismo
- ginnastica
- pallavolo (6 stagioni nel campionato femminile di Serie B1)
- pugilato
- tiro a volo (numerosi titoli di Campione Sardo con Enzo Vinci)

### Calcio

Una formazione della Polisportiva Gialeto nella stagione 1983-84: in piedi da sinistra Carta (all.), Giua, Masala, Boi, Medda, Orrù e Antonazzo; accosciati Spanu, Piras, Picchetti, Curreli e Isola.

La sezione calcistica della Polisportiva Gialeto è stata, per ordine cronologico, la prima società calcistica del comune di Serramanna e anche la più importante.
Dopo la Seconda guerra mondiale l’Amministrazione Comunale, intorno al 1955, acquistò il terreno nel quale oggi sorge il Campo Comunale intitolato a Fausto Coppi per costruirvi l'impianto. Nel 1960 partì l'attività calcistica.
Risale alla stagione 1961-1962 il primo successo della società: vincendo il proprio girone di Seconda Categoria ottenne la promozione in Prima Categoria, al tempo il massimo livello calcistico regionale.
La società continuò a militare nel campionato di Prima Categoria, che nel frattempo era divenuto un campionato minore, sino alla stagione 1980-1981.
Ma fu nella stagione 1982-1983 che i Rossoverdi ottennero la storica promozione nel Campionato Interregionale. Nella competizione nazionale disputò ben otto stagioni consecutive prima di retrocedere nel neo costituito campionato di Eccellenza a seguito della stagione 1990-1991. Questo è stato in assoluto il periodo di maggior splendore per la società.
Nei successivi anni 1990 e 2000 la società continuò a militare tra i campionati regionali di Eccellenza e di Promozione. In seguito, travolta dai debiti, verrà dichiarata fallita al termine della stagione 2011-2012, non prima di aver agguantato una combattuta salvezza nel campionato di Prima Categoria aggiudicandosi i play-out.
Sempre nel 2012 la società verrà rifondata con la nuova denominazione di Associazione Sportiva Dilettantistica Gialeto 1909, questa attiva in un primo momento nel solo Settore Giovanile e Scolastico.
Nel maggio 2014 è stata annunciata la rinascita della prima squadra, con ripartenza dalla Terza Categoria. Attualmente disputa il campionato di Prima Categoria.
Tra i migliori risultati raggiunti dalla società nei suoi oltre 100 anni di storia, non si possono non citare le 8 stagioni consecutive disputate nel Campionato Interregionale (dal 1983 al 1991) e le ben 18 stagioni disputate nel massimo livello calcistico regionale sotto le differenti denominazioni di Prima Categoria, Promozione ed Eccellenza tra il 1962 e il 2006.
La società disputa gli incontri casalinghi presso il Campo sportivo Fausto Coppi di Serramanna.

### Palmarès

#### Competizioni regionali
- Promozione: 2

1982-1983, 2003-2004
- Prima Categoria: 1

2022-23
- Seconda Categoria: 1

2019-2020

### Ciclismo

La sezione ciclistica della Polisportiva Gialeto negli anni 1960: da sinistra V. Anoffo, V. Murgia, A. Manca, G. Atzara, C. Palmas, B. Atzori, A. Putzolu, F. Medda, L. Medda, A. Palmas, R. Putzolu e A. Anoffo.

Nel 1960 Pietro Girina (nativo di Uta) conquistò il titolo di Campione Sardo su strada (cat. allievi) e successivamente anche quello su pista.
Nel 1963 Cosimo Lai (nativo di Sinnai) vinse il titolo di Campione Sardo su strada e su pista (cat. dilettanti).
Negli anni 1970 e 1980 fu sempre la squadra ciclistica a regalare numerose soddisfazioni grazie agli atleti serramannesi doc Dario Putzolu e Valentino Bandinu, a Ivano Pibiri di Samatzai e a Diego Palmas, Aldo Medda e Sandro Garau di Santa Giusta. 
Nel mese di marzo 2021, rinasce la scuola di ciclismo, e nel breve termine riesce ad ottenere dei risultati di rilievo; con i giovanissimi ad ottobre 2021, vince il trofeo Gialeto, sempre con i giovanissimi nel 2022, secondi al campionato interprovinciale; nel 2023 l’esordiente Maura Lai, ottiene il titolo di campionessa regionale ciclismo su strada e vincitrice del Gran Prix Salvatore Enna; nel 2024 sempre l’esordiente Maura Lai ottiene i titolo di campionessa regionale ciclocross ed il master Gigi Cappai, la medaglia d’argento al campionato italiano cronometro.

### Ginnastica

Medaglia di bronzo del X Concorso Ginnastico Nazionale F.G.N.I. - Venezia 1920.

La Polisportiva Gialeto al X Concorso Ginnastico Nazionale F.G.N.I. - Venezia 1920.

Nel 1910 (dall'11 al 13 settembre) partecipò al Campionato Sardo di Ginnastica svoltosi a Oristano;
Trofei di squadra:
- Medaglia d'argento grande - Corsa in squadra (2ª classificata)
- Medaglia d'argento media - Gioco della palla vibrata (3ª classificata)
- Medaglia d'argento grande - Gioco del tamburello (2ª classificata)
- Medaglia artistica d'argento grande - Tiro alla fune (1ª classificata)

Individuali:
- Salvatore Marongiu - Medaglia d'argento grande - Getto palla di ferro (3º classificato)
- Salvatore Lilliu - Medaglia d'argento grande - Corsa 1000 metri (3º classificato)
- Salvatore Marongiu - Medaglia vermeille grande - sollevamento pesi(2º classificato)
- Salvatore Marongiu - Medaglia vermeille grande - Lotta greco-romana(2º classificato)

Nel 1914 vinse il Concorso Federale Ginnastico Straordinario in occasione dell'Esposizione Internazionale di Genova.
Trofei di squadra:
- Corona d'alloro e Medaglia d'oro.

Il 5 e 6 settembre 1914 Serramanna ebbe l'onore di ospitare i Campionati Sardi di Ginnastica, organizzati dalla Polisportiva Gialeto.
Nel 1920 partecipò al X Concorso Ginnastico Nazionale F.G.N.I. a Venezia che si tenne tra il 26 e il 30 maggio. Il 4 e 5 settembre Serramanna ospitò nuovamente i Campionati Sardi di Ginnastica.
Trofei di squadra:
- Gara Nazionale adulti - Medaglia di bronzo (con punti 130)
- Gare facoltative - Medaglia d'argento media (con punti 67 e 1/2)
- Concorso premilitare - la Gialeto si è classificata tra le squadre "ottime"

Nel 1922 Giglio Mossa vinse a Venezia il Titolo Italiano di salita alla fune.

### Pugilato

Pietro Carta, pugile della Polisportiva Gialeto, vincitore del Titolo Sardo dei pesi mosca novizi nel 1963.

Pietro Carta nel 1963 vinse il Titolo Sardo dei pesi mosca novizi.

### Pallavolo
La Gialeto Pallavolo Serramanna nacque intorno agli anni 1970, e pian piano divenne protagonista del panorama regionale fino ad arrivare negli anni 1990 a disputare per ben sei stagioni consecutive il Campionato italiano di pallavolo femminile di Serie B1:

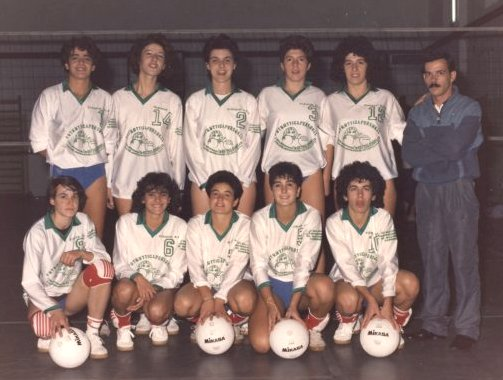
Una formazione Gialeto Pallavolo Serramanna nel 1994.

- 1991-1992 -  11ª nel girone F di Serie C1.
- 1992-1993 - 4ª nel girone G di Serie C1.
- 1993-1994 - 1ª nel girone G di Serie C1.  Promossa in Serie B2.
- 1994-1995 - 4ª nel girone D di Serie B2.  Promossa in Serie B1.
- 1995-1996 - 5ª nel girone C di Serie B1.
- 1996-1997 - 10ª nel girone A di Serie B1.
- 1997-1998 - 8ª nel girone C di Serie B1.
- 1998-1999 - 6ª nel girone D di Serie B1.
- 1999-2000 - 6ª nel girone C di Serie B1.
- 2000-2001 - 5ª nel girone D di Serie B1. Il sodalizio viene sciolto al termine del campionato.

Nel 2002 è stata rifondata col nome di Nuova Volley Serramanna
- 2002-2003 -  1ª nel girone ? di Serie D del campionato maschile.  Promossa in Serie C.
- 2003-2004  - 3ª nel girone ? di Serie C del campionato maschile. Finalista dei play-off regionali.
  - 2ª nel girone ? di Serie D del campionato femminile.
- 2004-2005 -  3ª nel girone ? di Serie C del campionato maschile.  Promossa in Serie B2 dopo aver vinto i play-off.
  - 1ª nel girone ? di Serie D del campionato femminile.  Promossa in Serie C dopo aver vinto i play-off.
- 2005-2006 - 11ª nel girone F di Serie B2 del campionato maschile.  Retrocessa in Serie C.
- 2006-2008 - Dati mancanti.
- 2008-2009 - 13ª nel girone A di Serie D del campionato maschile.   Retrocessa in 1ª Divisione.
  - 7ª nel girone F di Serie C del campionato femminile.
- 2009-2010 - ? nel girone ? di Serie C del campionato femminile.
- 2010-2011 - 1ª nel girone ? di Serie C del campionato femminile.  Promossa in Serie B2.

## Galleria d'immagini

Campo Comunale “Fausto Coppi”.
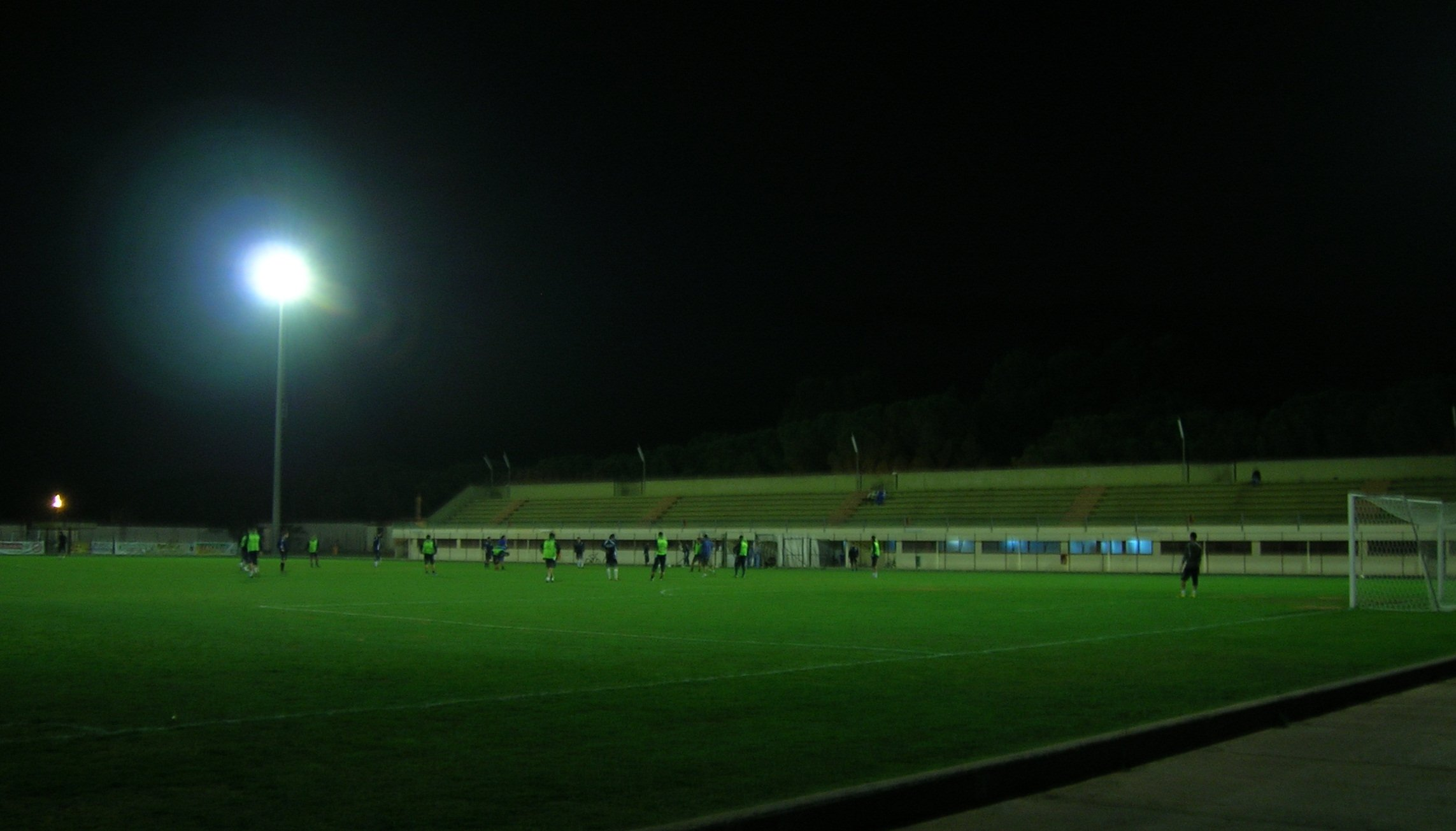
Campo Comunale “Fausto Coppi” - vista notturna.
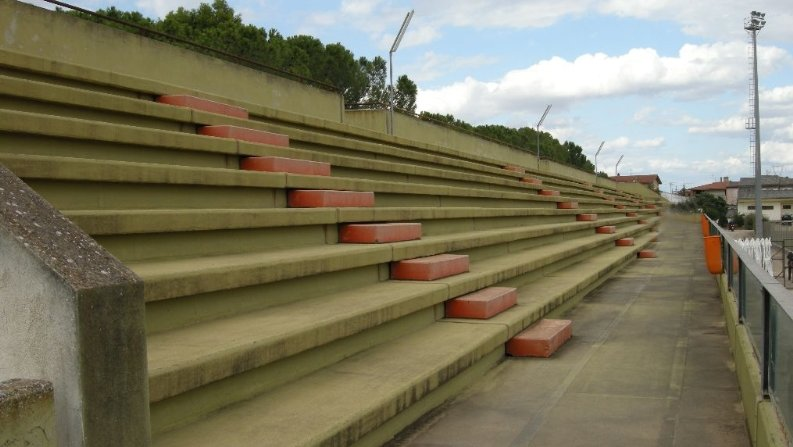
Campo Comunale “Fausto Coppi” - gradinate.